# Église de Kuortane
L’église de Virrat (en finnois : Virtain kirkko) est une église en bois située à Kuortane  en Finlande.

## Description
Conçue par Antti Hakola, l’église en bois est terminée en 1777. Son plan a la forme d'une croix grecque à coins coupés. 
Dans son roman "Le Cantique de l'apocalypse joyeuse", l'écrivain Aarto Paasilinna la décrit comme la première jamais édifiée sur un tel plan. Elle sert de modèle à celle qui doit être construite selon les dernières volontés du vieux communiste Asser Toropainen.
La direction des musées de Finlande a classé l'église et son paysage culturel dans les sites culturels construits d'intérêt national.